# 威尔弗里德·布朗特
威尔弗里德·斯科恩·布朗特（英語：Wilfrid Scawen Blunt；1840年8月17日—1922年9月10日）是英国诗人、作家， 他出于对马，尤其是阿拉伯马的喜爱，他在1878—1879年前往今沙特阿拉伯内志地区的游历并寻找阿拉伯种马，将其带回英国进行繁育。1858—1869年间供职于大英帝国外交部。